# هانس نيلسن هاوغ (سياسي)
هانس نيلسن هاوغ هو قسيس وسياسي نرويجي، ولد في 3 نوفمبر 1853 في Nord-Audnedal ‏ في النرويج، وتوفي في 17 ديسمبر 1931 في Botne ‏ في النرويج. نشط حزبياً في حزب المحافظين. وقد انتخب عضو برلمان النرويج ‏ عن دائرة  خلال فترته النيابية ‏ (1898 – 1900) وانتخب Minister of Education and Church Affairs ‏ (22 أكتوبر 1903 – 11 مارس 1905) وانتخب عضو برلمان النرويج ‏ عن دائرة  خلال فترته النيابية ‏ (1895 – 1897).